# Seversin
Seversin es una serie de televisión romántica turca de 20 episodios, transmitida por Kanal D del 1 de junio al 10 de octubre de 2022 luego de su cancelación debido al aumento de los costos de producción. Está dirigida por Serdar Gözelekli y Deniz Çelebi Dikilitaş, escrita por Barış Erdoğan y İlker Arslan, producida por D Productions y protagonizada por İlayda Alişan y Burak Yörük.

## Sinopsis
Asya Çelikbaş es una chica ambiciosa con una vida muy simple y ordinaria, trabaja como dependienta en un centro comercial y siempre ha soñado con ir a la escuela secundaria y la universidad. Un día, Asya subió accidentalmente al set de un proyecto cinematográfico donde el director la notó y la invitó a interpretar el papel principal en su película. Asya no estaba preparada para un giro tan brusco del destino, pero entendió que esta era una gran oportunidad para ella y estuvo de acuerdo. Tolga Tuna es un actor muy exitoso consentido por la atención de sus fanes. Después de que Asya protagonizó la película, Tolga se convirtió en su pareja y con el tiempo se desarrolla una relación entre los dos.

## Reparto

### Personajes principales
Protagonistas
- İlayda Alişan como Asya Çelikbaş (episodios 1-20)
- Burak Yörük como Tolga Tuna (episodios 1-20)

Coprotagonistas
- Nergis Kumbasar como Suzan Tuna (episodios 1-20)
- Zeynep Kankonde como Şerife Çelikbaş (episodios 1-20)
- Ceren Taşçı como Nesrin Akkuş (episodios 1-20)
- Mehmet Bilge Aslan como Bahri Zıpkın (episodios 1-19)
- Ozan Dağgez como Ferdi Kutlu (episodios 1-9)
- İlkin Tüfekçi como Handan Çelikbaş (episodios 1-20)
- Halil İbrahim Kurum como Kadir Çelikbaş (episodios 1-20)
- Ergül Miray Şahin como Nazlı Çelikbaş (episodios 1-20)
- Hazal Benli como Selin Zıpkın (episodios 1-19)
- Yiğit Dikmen como Selçuk (episodi 1-13)
- Atakan Yılmaz como Hakan (episodios 1-20)
- Ceren Yıldırım como Zeynep (episodios 1-20)
- Eren Demirbaş como Yönetmen (episodios 1-19)
- Yağmur Gurur como Hediye (episodios 1-20)
- Nurdan Tunay Kekeç como Gül (episodios 1-19)
- Eren Demirbas como Kagi (episodios 1-19)

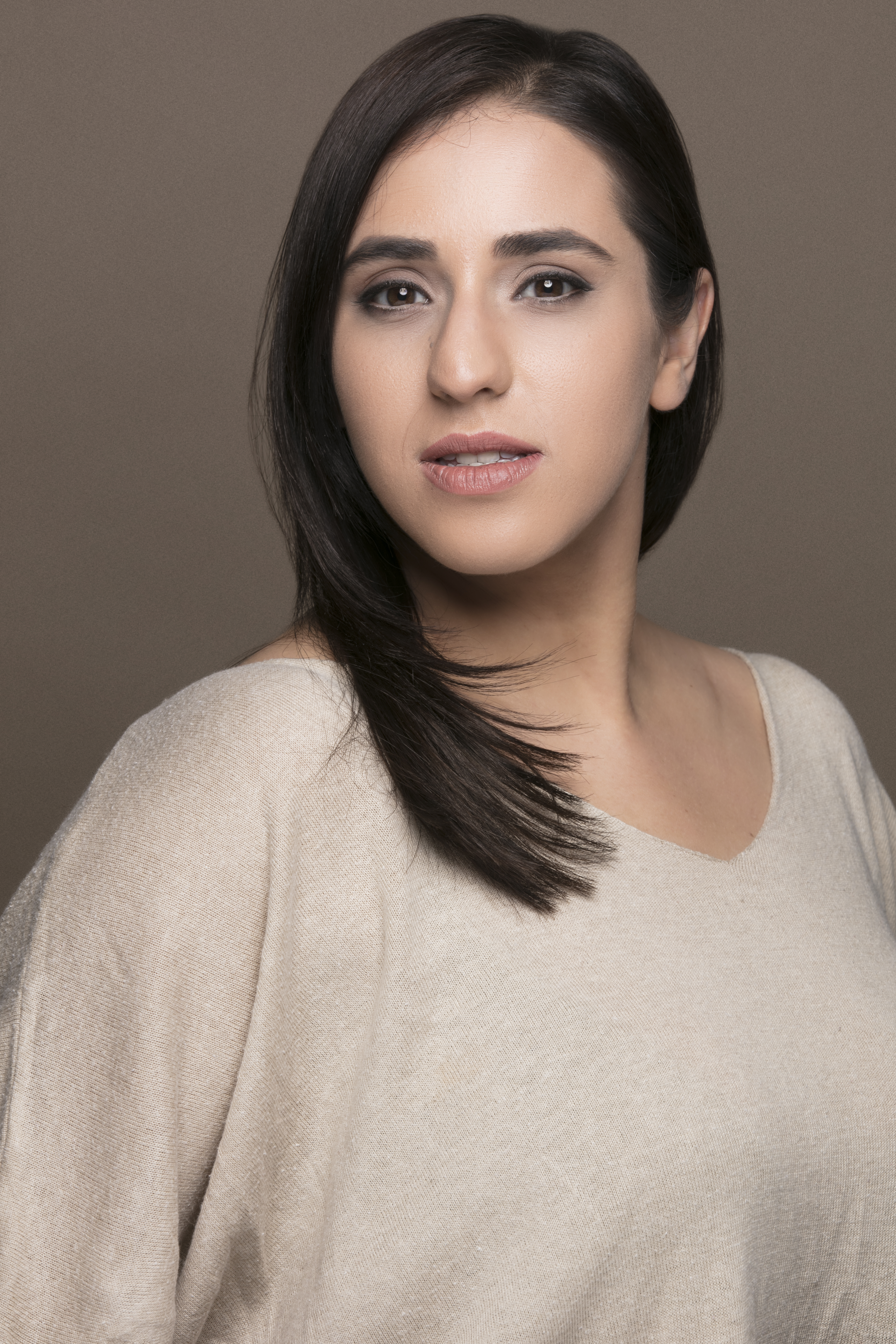
Ceren Taşçı interpreta a Nesrin Akkuş

### Personajes secundarios
- Deren Talu como Şenay (episodio 2)
- Elif Çapkın como Şule (episodio 3)
- Sahin Dirik como Paramédico (episodio 6)
- Ömer Faruk Çavus como Onur Yekta (episodio 9)
- Caner Akalin como Set Calisani (episodios 9, 15)
- Bülent Polat como Sefa (episodio 10)
- Nuray Serefoglu como Magaza Mudiresi (episodio 11)
- Kadir Polatçi como Selami (episodio 13)
- Yavuz Seçkin como Nihat (episodio 13)
- Özhan Carda como Kudret Kanman (episodios 15-18)

## Temporadas
| Temporada | Temporada | Episodios | Rango de episodios | Emisión original   | Emisión original      |
| Temporada | Temporada | Episodios | Rango de episodios | Inicio             | Final                 |
| --------- | --------- | --------- | ------------------ | ------------------ | --------------------- |
|           | 1         | 20        | 1 - 20             | 1 de junio de 2022 | 10 de octubre de 2022 |

### Primera temporada (2022)
| n° | Título original      | Primera TV Turquía       |
| -- | -------------------- | ------------------------ |
| 1  | Kara Kan             | 1 de junio de 2022       |
| 2  | Kader Örmüş Ağlarını | 8 de junio de 2022       |
| 3  | Aşk Kıskacı          | 15 de junio de 2022      |
| 4  | Aşk Çıkmazı          | 22 de junio de 2022      |
| 5  | Aşk Sürprizi         | 29 de junio de 2022      |
| 6  | Aşk Sarhoşu          | 6 de julio de 2022       |
| 7  | Aşk Pastası          | 13 de julio de 2022      |
| 8  | Aşk Manyağı          | 20 de julio de 2022      |
| 9  | Aşk Savaşı           | 27 de julio de 2022      |
| 10 | Aşk Ustası           | 3 de agosto de 2022      |
| 11 | Aşk Rüzgarı          | 10 de agosto de 2022     |
| 12 | Aşk Sarmalı          | 17 de agosto de 2022     |
| 13 | Aşk Öpücüğü          | 24 de agosto de 2022     |
| 14 | Aşk Yağmuru          | 31 de agosto de 2022     |
| 15 | Aşk Yasağı           | 7 de septiembre de 2022  |
| 16 | Aşk Tuzağı           | 14 de septiembre de 2022 |
| 17 | Aşk Yarası           | 19 de septiembre de 2022 |
| 18 | Aşk Anısı            | 26 de septiembre de 2022 |
| 19 | Aşk İsyanı           | 3 de octubre de 2022     |
| 20 | Aşk Arası            | 10 de octubre de 2022    |

## Producción
La serie está dirigida por Serdar Gözelekli y Deniz Çelebi Dikilitaş, escrita por Barış Erdoğan y İlker Arslan y producida por D Productions

### Rodaje
El rodaje de la serie se realizó en la playa de Muğla y en Estambul, especialmente en los distritos de Beşiktaş, Beykoz y Galata.

## Distribución

### Turquía
Originalmente, la serie se emitió en Kanal D del 1 de junio al 10 de octubre de 2022 tras la cancelación provocada por el aumento de los costes de producción.
Composición de la apuesta
Originalmente, la serie consta de una sola temporada de 20 episodios, cada uno de los cuales tiene una duración aproximada de 120 minutos.

## Premios y reconocimientos
| Año  | Premio                          | Categoría                                      | Nominados                   | Resultado | Notas  |
| ---- | ------------------------------- | ---------------------------------------------- | --------------------------- | --------- | ------ |
| 2022 | Pantene Golden Butterfly Awards | Mejor serie de televisión de comedia romántica | Serversin                   | Nominada  | [ 16 ] |
| 2022 | Pantene Golden Butterfly Awards | Mejor pareja de televisión                     | İlayda Alişan y Burak Yörük | Nominados | [ 16 ] |
| 2022 | Pantene Golden Butterfly Awards | Mejor actriz en una serie de comedia romántica | İlayda Alişan               | Ganadora  | [ 16 ] |
| 2022 | Pantene Golden Butterfly Awards | Mejor actor en una serie de comedia romántica  | Burak Yörük                 | Ganador   | [ 16 ] |
| 2022 | Pantene Golden Butterfly Awards | Mejor actriz en una serie de comedia romántica | Nergis Kumbasar             | Nominada  | [ 16 ] |